# Contea di Fei
La contea di Fei (费县S, Fèi XiànP) è una contea della Cina, situata nella provincia dello Shandong e amministrata dalla prefettura di Linyi.